# Jaroslava Vondráčková
Jaroslava Vondráčková (née le 5 janvier 1894 à Prague, Autriche-Hongrie et morte le 10 mars 1986 à Prague, Tchécoslovaquie) est une styliste, une écrivaine et journaliste tchèque.

## Biographie
Les mémoires de Jaroslava Vondráčková ont permis de contribuer à la biographie de Milena Jesenská, avec qui elle était amie et avec qui elle travaillait à la rédaction de la page féminine de Národní listy (en), qui était un quotidien tchèque important. Bien plus, Milena écrivit une lettre d'amour à Jaroslava Vondráčková, qu'elle surnommait Slávska.
Ayant été étudiante à Paris et à Berlin, Jaroslava Vondráčková, membre d'Artěl et entre 1927-1929 sa directrice, « participa à différentes expositions d'architecture d'intérieur et écrivit sur les arts appliqués ».
Dans les années 1926-1948, avec Božena Pošepná, ils avaient un atelier textile à Prague sur la place Charles. Elle s'occupait principalement des textiles tissés, de l'impression bleue et de l'impression sur film. Elle a collaboré avec Otti Berger du Bauhaus de Dessau. Sous son influence, elle a commencé à utiliser des fibres artificielles.
Après 1948 Jaroslava Vondráčková était sur la liste des écrivains interdits en Tchécoslovaquie.

## Œuvres
- Kolem Mileny Jesenské, Prague : Torst (cs), Centrum Franze Kafky, 1991,  (ISBN 80-900149-2-5)